# Gerrit Zoudenbalch (1431-1483)

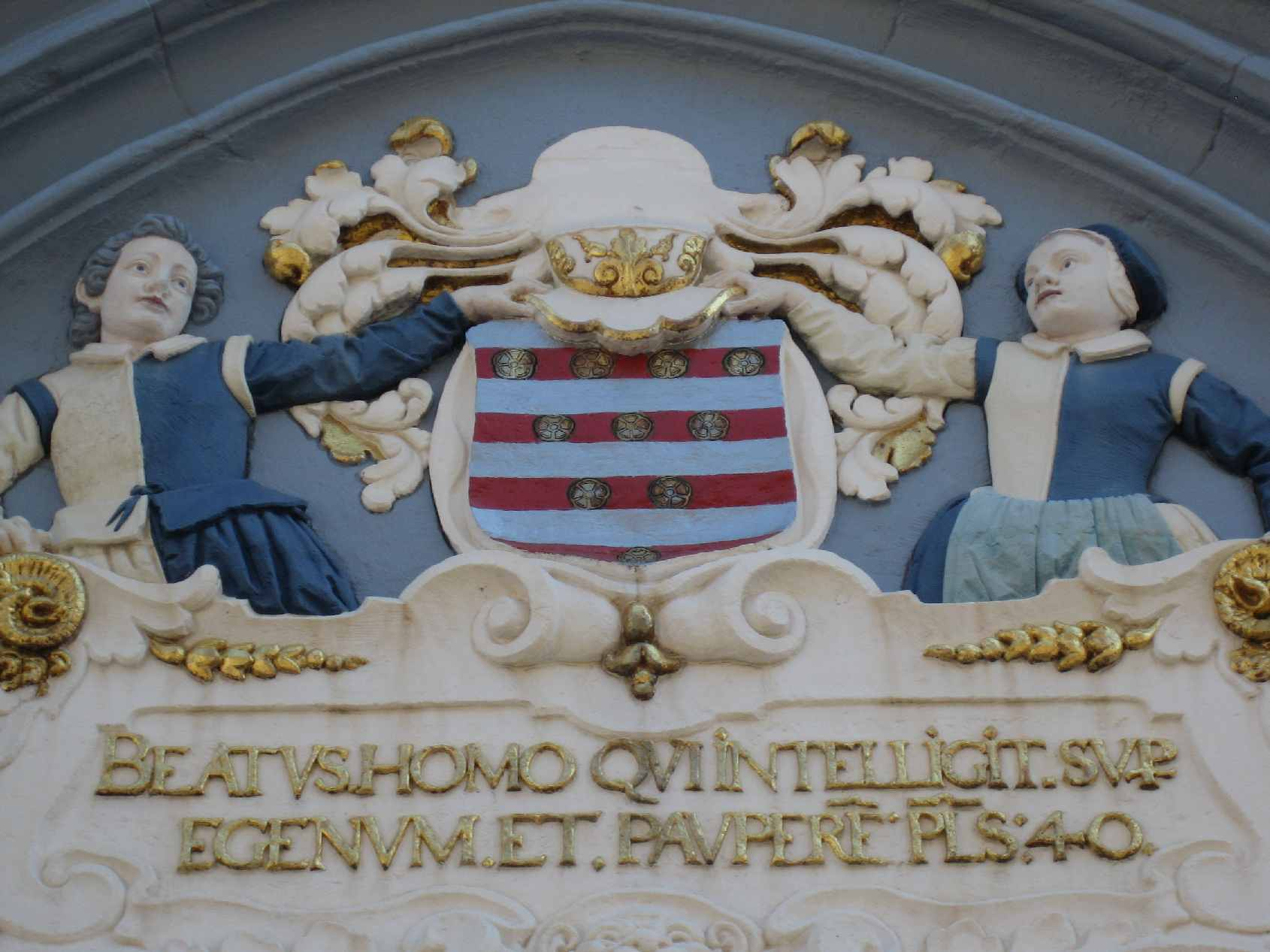
Familiewapen Zoudenbalch

Gerrit Zoudenbalch (voor 1431 - Kasteel Schoonhoven, 3 december 1483) was schepen en in 1479 en 1483 burgemeester van Utrecht.
Hij was een zoon van Hubert II Zoudenbalch en Waltera Evertsdr Schouten van de Kelder.
Tijdens de Hoekse en Kabeljauwse Twisten behoorden bijna alle Zoudenbalchs tot de Hoeksen. De familie had dan ook nauwe banden met andere Hoeksgezinden zoals de graven van Culemborg, de heren van Montfoort  en de Van Zuylens. 
Hij werd tijdens de Stichtse oorlog vaak ingezet als Hoeks diplomaat om voordeel te halen uit de Hoekse daden die waren gedaan tegen Holland en de Kabeljauwen, hij maakte deel uit van een delegatie die naar Dordrecht, Schoonhoven en s-Hertogenbosch trokken. Hij maakte deel uit van de raad die besloot in januari 1482 de polders om Utrecht onder water te zetten ter verdediging van de vijand.
Hij was mede onderhandelaar voor de Utrechtse Hoeken tot overgave van die stad aan Maximiliaan van Oostenrijk tijdens het Beleg van Utrecht in 1483

## Familie
Zoudenbalch trouwde (1) met Katrijn van Sonnevelt (-1538). Zij was een natuurlijke dochter van Gerrit van Sonnevelt en Gerberich Jacobsdr.. Hij trouwde (2) met jonkvrouw Geertruid van Zuylen van Natewisch (voor 1445 - Utrecht, 1518). Zij was een dochter van Johan Gerritsz van Zuylen van Natewisch (ca. 1420 - ca. 1497/1500 en Judith (Jutte) van Culemborg (voor 1425 - voor 1457, die op haar beurt een dochter was van Gerrit Gerritsz van Culemborg (1381 - 1460/1466) heer van Maurik en Gijsberta van Zuylen van Nijevelt (1403 - na maart 1466).

Uit zijn eerste huwelijk werd geboren:
- Gerrit XIII Zoudenbalch (1463-Utrecht, 7 november 1524). Hij werd begraven in de Dom van Utrecht. In 1477 was hij Domkanunnik te Utrecht, in 1500 Thesaurier van de Dom. Hij trouwde ca. 1517 met Anna Schuerzack (overleden voor november 1524). Zij was een natuurlijke dochter van Albert Schuerzack.

Uit zijn tweede huwelijk werden geboren:
- Evert II Zoudenbalch (1455-1530)
- Maria I Zoudenbalch (voor 1479 - 1550). Zij trouwde (1) in 1499 met Johan van Rijn van Jutfaes (-voor 1541) schepen van Utrecht. Hij was een zoon van Adriaan van Rijn van Jutfaes en Elisabeth van Hemert. Zij trouwde (2) in 1542 met Hendrick Ingersmetten.
- Judith/Jutte Zoudenbalch (- Utrecht, 1530) kloosterzuster in het Vrouwenklooster in De Bilt. Zij werd begraven in het Wittevrouwenklooster.
- Woutera Zoudenbalch (- 1483).
- Engel Zoudenbalch (- 1483).
- Hadewich van Zoudenbalch. (1460-). Zij trouwde in 1495 met ridder Roelof van Baarn (1455 - 9 april 1521) vanaf 17 juli 1497 heer van Schonauwen en van 1501 tot 1509 schout en schepen van Utrecht. Hij was een zoon van Roelof Albertsz van Baarn en Aleijd Jansdr van Schonauwen. Uit haar huwelijk werd geboren:
  - Joost van Baern (1490-1559) heer van Schonauwen.

Zoudenbalch overleed op 3 december 1483 in het Kasteel Schoonhoven en werd aldaar begraven in het Karmelietenklooster